# Місто героїв
«Місто героїв» — цикл документальних фільмів про Маріуполь, виготовлений у 2015—2016 роках Громадським телебаченням Приазов'я. Фільми було презентовано у два етапи: перші 5 у грудні 2015 року, останні 5 — у серпні 2016 року. Завершальний фільм «Україна — це Маріуполь» — вийшов 14 серпня, перший публічний показ відбувся 16 вересня.
Кожен фільм із циклу охоплює окремий аспект життя Маріуполя. Цикл «Місто героїв» дає панорамне зображення життя прифронтового міста у воєнні 2014—2016 роки. Деякі фільми сюжетно прив'язані до окремих подій, наприклад до виборів, Мінського процесу. Але більша частина фільмів покликана показати Україні — український Маріуполь.

## Фільми

### Фільм перший. Самооборона Маріуполя
«Самооборона Маріуполя» — фільм про людей, які розпочали підпільну боротьбу проти так званої «ДНР» під час окупації Маріуполя та продовжили обороняти місто після вторгнення російської армії. Герої фільму — бійці Самооборони та її керівництво. У фільмі використана пісня Данила Подибайла «Синьо-жовта балаклава».

### Фільм другий. Від виборів до виборів
«Від виборів до виборів» — фільм про те, як змінилося електоральне поле Маріуполя після перемоги Євромайдану, які нові політичні сили з'явилися, а які відійшли на другий план. Головна увага приділена місцевим виборам 2015. Герої фільму — учасники виборчого процесу 2015, громадські активісти.

### Фільм третій. День волонтера
«День волонтера» — фільм про те, як проходить типовий день маріупольського волонтера. Охоплено усі сфери діяльності волонтерів — волонтерська кухня, допомога бійцям ЗСУ, допомога дітям, громадська діяльність та участь у виборах. Герої фільму — 5 маріупольських волонтерів.

### Фільм четвертий. Сектор «М»
«Сектор „М“» — фільм про те, як живуть прифронтові села навколо Маріуполя, із якими проблемами стикаються, як їх вирішують, як відбувається взаємодія між місцевими жителями, владою та бійцями АТО. Герої фільму — мешканці сіл Сектору «М», представники місцевої влади, бійці ЗСУ.

### Фільм п'ятий. Після Мінська
«Після Мінська» — фільм про те, як змінилося життя у Маріуполя після підписання Мінських угод у вересні 2014 та лютому 2015, а також про те, що очікує місто після завершення їхнього терміну дії. Герої фільму — заступник керівника АТО Тарас Дзюба, голова Донецької ОВЦА Павло Жебрівський, міський голова Маріуполя Вадим Бойченко, командир полку «Азов» Андрій Білецький, посол ЄС в Україні Ян Томбінський, заступник керівника СММ ОБСЄ в Україні Александр Хуґ, політолог Марія Подибайло.

### Фільм шостий. Чорний січень
«Чорний січень» — фільм, присвячений артилерійському обстрілу Східного мікрорайону Маріуполя, який стався 24 січня 2015 року. Трагедія у Маріуполі показана в контексті інших терористичних атак того місяця — обстрілу автобусу у Волновасі та обстрілу зупинки у Донецьку. Герої фільму — колишній міський голова Маріуполя, учасник ліквідації наслідків трагедії, волонтер, постраждалі від обстрілу.

### Фільм сьомий. Перша кров
«Перша кров» — фільм про події 9 травня 2014 року у Маріуполі, коли терористичне угрупування «Мангуст» спробувало захопити міське управління міліції. Це було перше бойове зіткнення у Маріуполі в цій війні, яке поклало початок визволенню міста 13 червня 2014. Герої фільму — учасники тих подій.

### Фільм восьмий. Нова влада
«Нова влада» — фільм про те, якою є нова місцева влада, обрана на виборах у листопаді 2015 року. Фільм є логічним продовженням фільму «Від виборів до виборів». Його герої — представники усіх фракцій міської ради, міський голова, політолог.

### Фільм дев'ятий. Життя спочатку
«Життя спочатку» — фільм про переселенців із тимчасово окупованих територій, які знайшли новий дім у Маріуполі. Герої фільму — переселенці, зайняті у різних сферах: волонтер, військовий, блоґер, підприємець, активіст, держслужбовець.

### Фільм десятий. Україна— це Маріуполь
«Україна — це Маріуполь» — фінальний фільм із циклу «Місто героїв». У фільмі розповідається про те, що знають і думають про Маріуполь мешканці найбільших міст України — Дніпра, Харкова, Києва, Львова та Одеси. Герої фільму — представники влади та громадянського суспільства у кожному з міст, а також їхні пересічні мешканці.